# Camille Bournissen
Pour les articles homonymes, voir Bournissen.
Pas d'image ? Cliquez ici
Camille Bournissen, né en 1938 à Arolla, est un alpiniste et guide suisse dont le nom reste associé à la dent Blanche.

## Biographie
Guide de haute montagne à partir de 1966, Camille Bournissen crée l’École de ski d’Arolla en 1969 puis supervise la formation des premiers guides de montagne sud-américains au Pérou de 1978 à 2000.
Camille Bournissen relance à partir de 1984 la course internationale de ski alpinisme : la Patrouille des glaciers.
Sa fille, Chantal Bournissen, née en 1967, est une ancienne skieuse alpine.

## Ascensions
- 1967 - Piz Badile, première hivernale, avec Michel Darbellay, Paolo Armando, Gianni Calcagno, Alessandro Gogna, Daniel Troillet

### Dent Blanche
- 1968 - Première hivernale (et en solitaire) de la face nord
- 1969 - Variante plus directe de la voie Schneider-Steiner sur le face nord-ouest avec Cyrille Pralong
- 1973 - Première hivernale de la face nord-ouest avec T. Brigger, S. Sernier et S. Siegenthaler